# Borup (Minnesota)
Borup è un comune degli Stati Uniti d'America, situato nello Stato del Minnesota, nella Contea di Norman.